# Serres (Meurthe-et-Moselle)
Serres ist eine französische Gemeinde mit 250 Einwohnern (Stand: 1. Januar 2022) im Département Meurthe-et-Moselle in der Region Grand Est (bis 2015 Lothringen). Die Gemeinde gehört zum Arrondissement Lunéville und zum Kanton Lunéville-1.

## Geographie
Serres liegt etwa 15 Kilometer östlich von Nancy. Umgeben wird Serres von den Nachbargemeinden Athienville im Norden und Nordosten, Valhey im Osten, Einville-au-Jard im Südosten und Süden, Maixe im Süden, Drouville im Südwesten, Courbesseaux im Westen sowie Hoéville im Nordwesten.

## Bevölkerungsentwicklung
| Jahr      | 1962 | 1968 | 1975 | 1982 | 1990 | 1999 | 2006 | 2019 |
| Einwohner | 238  | 227  | 232  | 204  | 217  | 249  | 267  | 243  |

## Sehenswürdigkeiten
- Kirche Sainte-Libaire, nach 1918 wieder errichtet

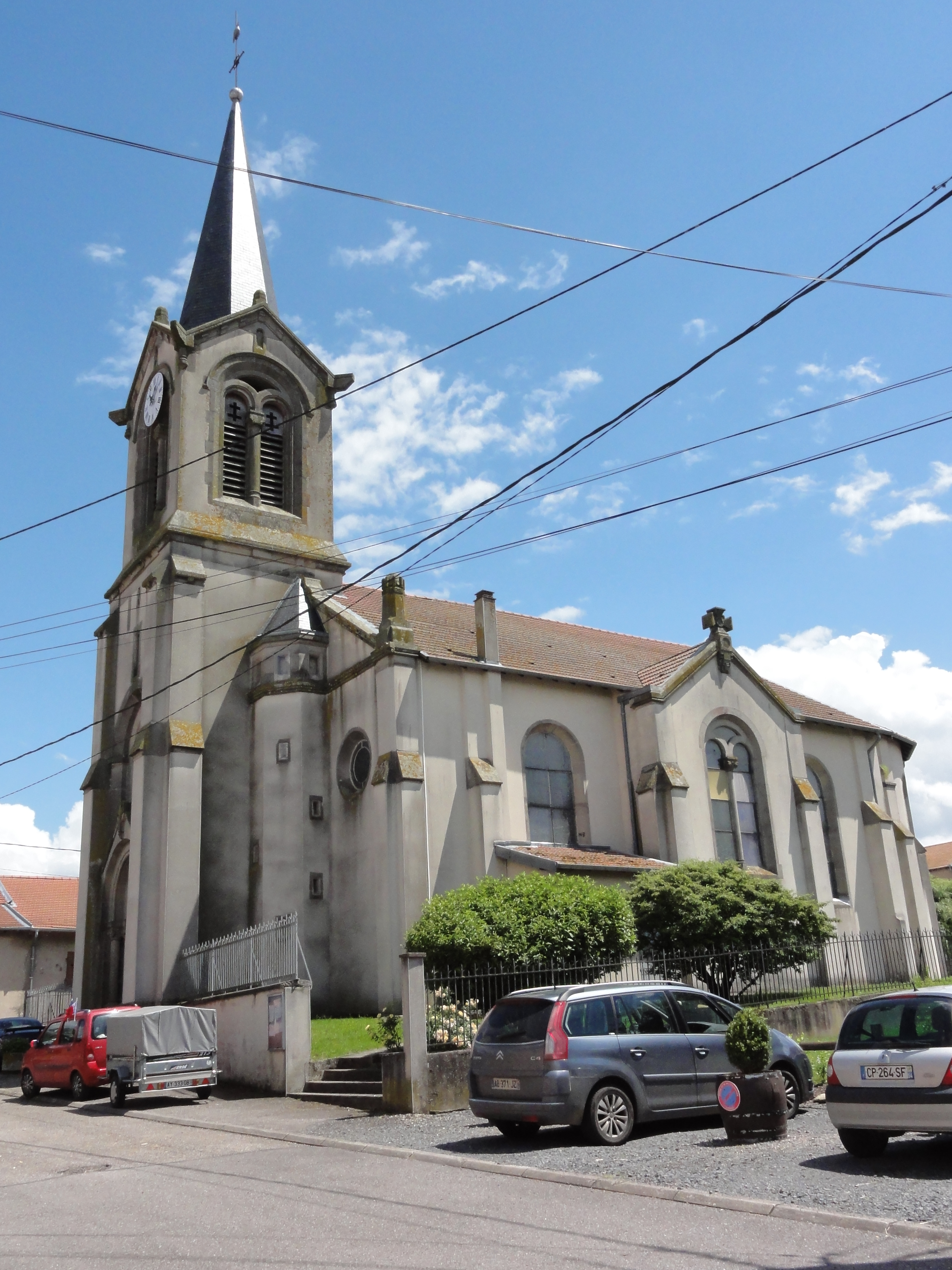
Kirche Sainte-Libaire